# Malacorhynchus membranaceus
L'anatra guancerosa (Malacorhynchus membranaceus Latham, 1801) è un uccello della famiglia degli Anatidi originario dell'Australia. È l'unica specie vivente del genere Malacorhynchus Swainson, 1831; un suo parente stretto, di dimensioni leggermente superiori, è l'ormai estinta anatra di Scarlett (Malacorhynchus scarletti), diffusa fino a non molti secoli fa in Nuova Zelanda.
I primi coloni dell'Australia occidentale chiamarono questa specie anatra della Nuova Olanda.

## Descrizione
L'anatra guancerosa ha un grosso becco spatoliforme come il mestolone australiano, ma è più piccola: misura, infatti, 38–40 cm di lunghezza. Il dorso e la sommità del capo di colore marrone, i fianchi barrati di bianco e nero e le macchie nere attorno agli occhi che spiccano sul bianco della faccia rendono questo uccello inconfondibile. Gli esemplari giovani hanno un piamaggio leggermente più scialbo, ma per il resto sono simili agli adulti. La specie deve il nome alla macchia rosa situata nell'angolo formato dal disegno nero della testa; questa caratteristica, però, è evidente solo a distanza ravvicinata, tanto che gli australiani preferiscono chiamarla con il nome più appropriato di anatra zebrata.

## Distribuzione e habitat
L'anatra guancerosa è ampiamente diffusa in tutta l'Australia e si sposta spesso; è presente ovunque vi siano specchi d'acqua, specialmente nelle regioni secche dell'entroterra, ove le precipitazioni annue superano raramente i 380 mm.

## Biologia
L'anatra guancerosa si nutre prevalentemente di plancton, così come di crostacei, molluschi e insetti. Il suo becco è ben equipaggiato per filtrare organismi minuti, grazie ad apposite membrane flessibili poste sulla mandibola che incanalano l'acqua in modo tale da consentire all'animale di filtrare efficacemente alghe e altre particelle di plancton. Per facilitare la raccolta del cibo due esemplari talvolta girano attorno a un punto centrale con la testa da una parte e la coda dall'altra, come due trottole, concentrando i nutrienti in una colonna d'acqua turbinante.
La nidificazione è influenzata dall'aridità e dalla disponibilità di pozze d'acqua ricche di materiale organico. Nelle annate favorevoli, grandi stormi di anatre si concentrano nelle pianure inondate. Tuttavia, quando le condizioni non lo permettono, gli uccelli possono anche non riprodursi affatto.